# Nepál a 2012. évi nyári olimpiai játékokon
Nepál a nagy-britanniai Londonban megrendezett 2012. évi nyári olimpiai játékok egyik részt vevő nemzete volt. Az országot az olimpián 3 sportágban 5 sportoló képviselte, akik érmet nem szereztek.

## Atlétika
Férfi
| Versenyző       | Versenyszám | Selejtező | Selejtező | Selejtező | Előfutam | Előfutam | Előfutam | Elődöntő | Elődöntő | Elődöntő | Döntő   | Döntő    |
| Versenyző       | Versenyszám | Idő       | Hely.     | Össz.     | Idő      | Hely.    | Össz.    | Idő      | Hely.    | Össz.    | Idő     | Helyezés |
| --------------- | ----------- | --------- | --------- | --------- | -------- | -------- | -------- | -------- | -------- | -------- | ------- | -------- |
| Tilak Ram Tharu | 100 m       | 10,85     | 5.        | 13.       | kiesett  | kiesett  | kiesett  | kiesett  | kiesett  | kiesett  | kiesett | kiesett  |

Női
| Versenyző     | Versenyszám | Selejtező | Selejtező | Selejtező | Előfutam | Előfutam | Előfutam | Elődöntő | Elődöntő | Elődöntő | Döntő   | Döntő    |
| Versenyző     | Versenyszám | Idő       | Hely.     | Össz.     | Idő      | Hely.    | Össz.    | Idő      | Hely.    | Össz.    | Idő     | Helyezés |
| ------------- | ----------- | --------- | --------- | --------- | -------- | -------- | -------- | -------- | -------- | -------- | ------- | -------- |
| Pramila Rijal | 100 m       | 13,33     | 6.        | 25.       | kiesett  | kiesett  | kiesett  | kiesett  | kiesett  | kiesett  | kiesett | kiesett  |

## Sportlövészet
Női
| Versenyző | Versenyszám | Selejtező | Selejtező | Döntő   | Döntő    |
| Versenyző | Versenyszám | Pont      | Helyezés  | Pont    | Helyezés |
| --------- | ----------- | --------- | --------- | ------- | -------- |
| Sneh Rana | Légpuska    | 383       | 54.       | kiesett | kiesett  |

## Úszás
Férfi
| Versenyző      | Versenyszám | Előfutam | Előfutam | Előfutam | Elődöntő | Elődöntő | Elődöntő | Döntő   | Döntő    |
| Versenyző      | Versenyszám | Idő      | Hely.    | Össz.    | Idő      | Hely.    | Össz.    | Idő     | Helyezés |
| -------------- | ----------- | -------- | -------- | -------- | -------- | -------- | -------- | ------- | -------- |
| Prasziddha Sah | 50 m gyors  | 26,93    | 7.       | 47.      | kiesett  | kiesett  | kiesett  | kiesett | kiesett  |

Női
| Versenyző     | Versenyszám | Előfutam | Előfutam | Előfutam | Elődöntő | Elődöntő | Elődöntő | Döntő   | Döntő    |
| Versenyző     | Versenyszám | Idő      | Hely.    | Össz.    | Idő      | Hely.    | Össz.    | Idő     | Helyezés |
| ------------- | ----------- | -------- | -------- | -------- | -------- | -------- | -------- | ------- | -------- |
| Shreya Dhital | 100 m gyors | 1:10,80  | 2.       | 47.      | kiesett  | kiesett  | kiesett  | kiesett | kiesett  |